# Conradi-Turm
Koordinaten: 52° 8′ 35″ N, 9° 48′ 44″ O

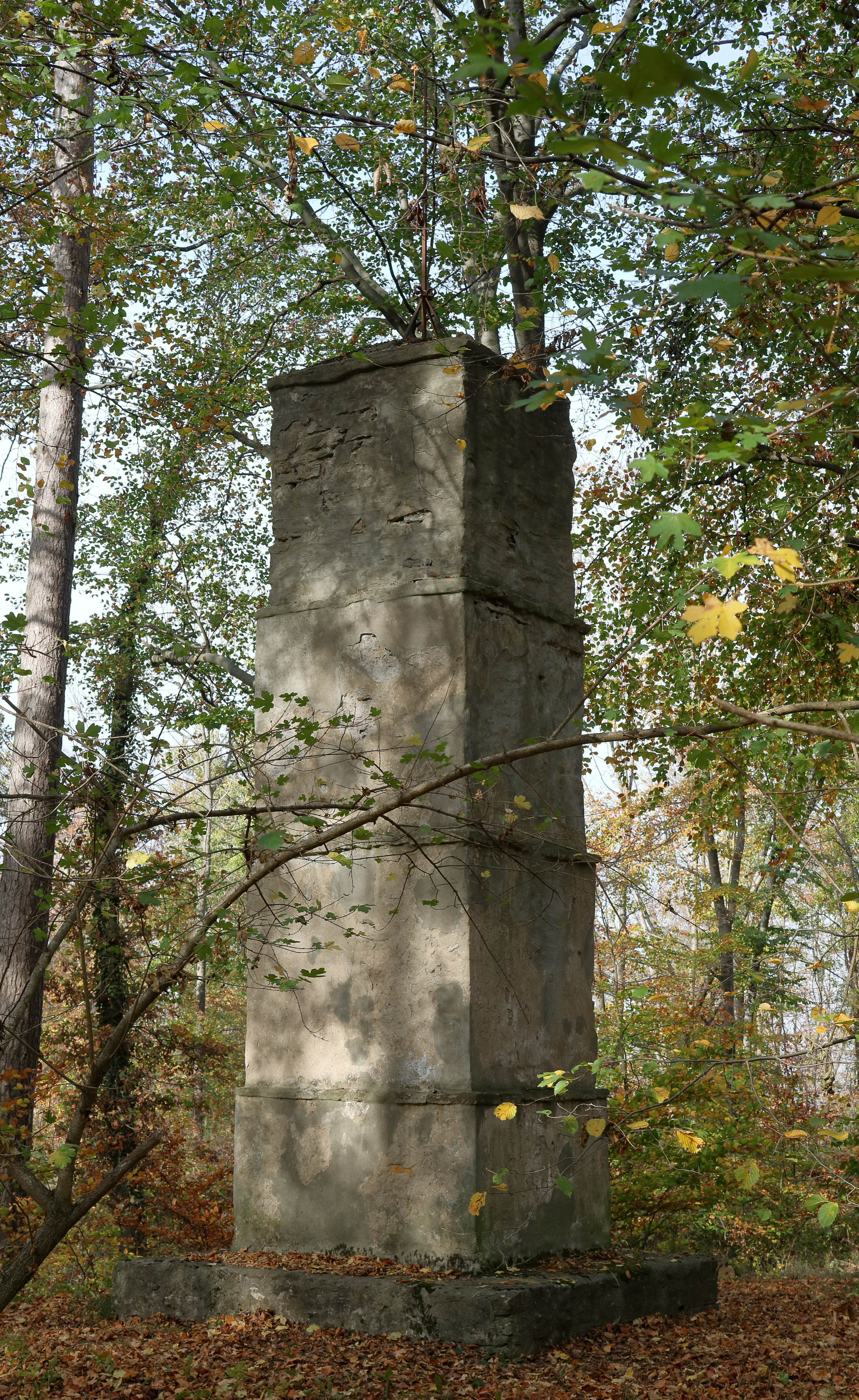
Conradi-Turm

Der unscheinbare Conradi-Turm steht im Landkreis Hildesheim im Hildesheimer Wald südlich der Ortschaften Mahlerten und Heyersum.
Auf dem Rücken des Hildesheimer Bergzuges, oberhalb der Straße Heyersum – Betheln. H. ca. 6,10 m; ¤ unterstes Geschoß 1,77 m. Massiver Baukörper aus Bruchstein mit schadhaftem, teilweise erneuertem Verputz. Vier durch vortretende Bandgesimse gegeneinander abgesetzte Geschosse über flachem Sockel. Schmiedeeiserne Spitze mit abgebrochener Windfeder. 18. Jh.
Er soll von Georg Friedrich Ludwig Conradi aus Mahlerten Mitte des 19. Jahrhunderts erbaut worden sein.
Ein Aufstieg ist unmöglich, es gibt auch keine Aussicht und keinen Zugang zum Innenraum.